# Torneio de Wimbledon de 2024 - Dia a dia
Estes foram os jogos realizados nas quadras mais importantes a partir do primeiro dia das chaves principais.

## Dia 1 (1º de julho)
- Cabeças de chave eliminados:
  - Simples masculino:  Sebastián Báez [18],  Nicolás Jarry [19],  Adrian Mannarino [22],  Mariano Navone [31]
  - Simples feminino:  Zheng Qinwen [8],  Mirra Andreeva [24],  Sorana Cîrstea [29]

Ordem dos jogos:
| Quadra Central              | Quadra Central        | Quadra Central       | Quadra Central     |
| Evento                      | Vencedor(a)/(es/as)   | Derrotado(a)/(os/as) | Resultado          |
| --------------------------- | --------------------- | -------------------- | ------------------ |
| Simples masculino – 1ª fase | Carlos Alcaraz [3]    | Mark Lajal [Q]       | 7–63, 7–5, 6–2     |
| Simples feminino – 1ª fase  | Emma Raducanu [WC]    | Renata Zarazúa [LL]  | 7–60, 6–3          |
| Simples feminino – 1ª fase  | Coco Gauff [2]        | Caroline Dolehide    | 6–1, 6–2           |
| Quadra Nº 1                 |                       |                      |                    |
| Evento                      | Vencedor(a)/(es/as)   | Derrotado(a)/(os/as) | Resultado          |
| Simples masculino – 1ª fase | Daniil Medvedev [5]   | Aleksandar Kovacevic | 6–3, 6–4, 6–2      |
| Simples feminino – 1ª fase  | Madison Keys [12]     | Martina Trevisan     | 6–4, 7–64          |
| Simples masculino – 1ª fase | Jannik Sinner [1]     | Yannick Hanfmann     | 6–3, 6–4, 3–6, 6–3 |
| Quadra Nº 2                 |                       |                      |                    |
| Evento                      | Vencedor(a)/(es/as)   | Derrotado(a)/(os/as) | Resultado          |
| Simples masculino – 1ª fase | Grigor Dimitrov [10]  | Dušan Lajović        | 6–3, 6–4, 7–5      |
| Simples masculino – 1ª fase | Stan Wawrinka         | Charles Broom [WC]   | 6–3, 7–5, 6–4      |
| Simples feminino – 1ª fase  | Naomi Osaka [WC]      | Diane Parry          | 6–1, 1–6, 6–4      |
| Simples feminino – 1ª fase  | Sloane Stephens       | Elsa Jacquemot [LL]  | 6–3, 6–3           |
| Simples feminino – 1ª fase  | Bianca Andreescu [PR] | Jaqueline Cristian   | 6–4, 6–2           |
| Quadra Nº 3                 |                       |                      |                    |
| Evento                      | Vencedor(a)/(es/as)   | Derrotado(a)/(os/as) | Resultado          |
| Simples masculino – 1ª fase | Casper Ruud [8]       | Alex Bolt [Q]        | 7–62, 6–4, 6–4     |
| Simples feminino – 1ª fase  | Jasmine Paolini [7]   | Sara Sorribes Tormo  | 7–5, 6–3           |
| Simples feminino – 1ª fase  | Lulu Sun [Q]          | Zheng Qinwen [8]     | 4–6, 6–2, 6–4      |
| Simples masculino – 1ª fase | Tommy Paul [12]       | Pedro Martínez       | 6–1, 6–2, 4–6, 6–3 |

## Dia 2 (2 de julho)
- Cabeças de chave eliminados:
  - Simples masculino:  Andrey Rublev [6],  Sebastian Korda [20]
  - Simples feminino:  Markéta Vondroušová [6]

Ordem dos jogos:
| Quadra Central              | Quadra Central                                    | Quadra Central                                    | Quadra Central                |
| Evento                      | Vencedor(a)/(es/as)                               | Derrotado(a)/(os/as)                              | Resultado                     |
| --------------------------- | ------------------------------------------------- | ------------------------------------------------- | ----------------------------- |
| Simples feminino – 1ª fase  | Jéssica Bouzas Maneiro                            | Markéta Vondroušová [6]                           | 6–4, 6–2                      |
| Simples masculino – 1ª fase | Novak Djokovic [2]                                | Vít Kopřiva [Q]                                   | 6–1, 6–2, 6–2                 |
| Simples masculino – 1ª fase | Jack Draper [28]                                  | Elias Ymer [Q]                                    | 3–6, 6–3, 6–3, 4–6, 6–3       |
| Quadra Nº 1                 |                                                   |                                                   |                               |
| Evento                      | Vencedor(a)/(es/as)                               | Derrotado(a)/(os/as)                              | Resultado                     |
| Simples feminino – 1ª fase  | Elena Rybakina [4]                                | Elena-Gabriela Ruse [Q]                           | 6–3, 6–1                      |
| Simples masculino – 1ª fase | Alexander Zverev [4]                              | Roberto Carballés Baena                           | 6–2, 6–4, 6–2                 |
| Simples feminino – 1ª fase  | Iga Świątek [1]                                   | Sofia Kenin                                       | 6–3, 6–4                      |
| Quadra Nº 2                 |                                                   |                                                   |                               |
| Evento                      | Vencedor(a)/(es/as)                               | Derrotado(a)/(os/as)                              | Resultado                     |
| Simples feminino – 1ª fase  | Jessica Pegula [5]                                | Ashlyn Krueger                                    | 6–2, 6–0                      |
| Simples masculino – 1ª fase | Francisco Comesaña                                | Andrey Rublev [6]                                 | 6–4, 5–7, 6–2, 7–65           |
| Simples masculino – 1ª fase | Félix Auger-Aliassime [17] vs. Thanasi Kokkinakis | Félix Auger-Aliassime [17] vs. Thanasi Kokkinakis | 6–4, 7–5, 96–7, 1–1, suspenso |
| Quadra Nº 3                 |                                                   |                                                   |                               |
| Evento                      | Vencedor(a)/(es/as)                               | Derrotado(a)/(os/as)                              | Resultado                     |
| Simples masculino – 1ª fase | Hubert Hurkacz [7]                                | Radu Albot [Q]                                    | 5–7, 6–4, 6–3, 6–4            |
| Simples feminino – 1ª fase  | Katie Boulter [32]                                | Tatjana Maria                                     | 7–66, 7–5                     |
| Simples masculino – 1ª fase | Cameron Norrie                                    | Facundo Díaz Acosta                               | 7–5, 7–5, 6–3                 |

## Dia 3 (3 de julho)
- Cabeças de chave eliminados:
  - Simples masculino:  Casper Ruud [8],  Félix Auger-Aliassime [17],  Francisco Cerúndolo [26],  Tallon Griekspoor [27],  Zhang Zhizhen [32]
  - Simples feminino:  Anastasia Pavlyuchenkova [25],  Linda Nosková [26]
  - Duplas masculinas:  Simone Bolelli /  Andrea Vavassori [5],  Ivan Dodig /  Austin Krajicek [10]

Ordem dos jogos:
| Quadra Central              | Quadra Central                              | Quadra Central                              | Quadra Central           |
| Evento                      | Vencedor(a)/(es/as)                         | Derrotado(a)/(os/as)                        | Resultado                |
| --------------------------- | ------------------------------------------- | ------------------------------------------- | ------------------------ |
| Simples masculino – 2ª fase | Daniil Medvedev [5]                         | Alexandre Müller                            | 36–7, 7–64, 6–4, 7–5     |
| Simples feminino – 2ª fase  | Emma Navarro [19]                           | Naomi Osaka [WC]                            | 6–4, 6–1                 |
| Simples masculino – 2ª fase | Jannik Sinner [1]                           | Matteo Berrettini                           | 7–63, 7–64, 2–6, 7–64    |
| Quadra Nº 1                 |                                             |                                             |                          |
| Evento                      | Vencedor(a)/(es/as)                         | Derrotado(a)/(os/as)                        | Resultado                |
| Simples feminino – 2ª fase  | Coco Gauff [2]                              | Anca Todoni [Q]                             | 6–2, 6–1                 |
| Simples masculino – 2ª fase | Carlos Alcaraz [3]                          | Aleksandar Vukic                            | 7–65, 6–2, 6–2           |
| Simples feminino – 2ª fase  | Emma Raducanu [WC]                          | Elise Mertens                               | 6–1, 6–2                 |
| Simples feminino – 2ª fase  | Jasmine Paolini [7                          | Greet Minnen                                | 7–65, 6–2                |
| Quadra Nº 2                 |                                             |                                             |                          |
| Evento                      | Vencedor(a)/(es/as)                         | Derrotado(a)/(os/as)                        | Resultado                |
| Simples masculino – 2ª fase | Fabio Fognini                               | Casper Ruud [8]                             | 6–4, 7–5, 16–7, 6–3      |
| Simples masculino – 2ª fase | Thanasi Kokkinakis                          | Félix Auger-Aliassime [17]                  | 4–6, 5–7, 7–69, 6–4, 6–4 |
| Simples masculino – 2ª fase | Gaël Monfils vs. Stan Wawrinka              | Gaël Monfils vs. Stan Wawrinka              | 7–65, 6–4, 5–5, suspenso |
| Simples feminino – 2ª fase  | Wang Yafan vs. Madison Keys [12]            | Wang Yafan vs. Madison Keys [12]            | adiado                   |
| Quadra Nº 3                 |                                             |                                             |                          |
| Evento                      | Vencedor(a)/(es/as)                         | Derrotado(a)/(os/as)                        | Resultado                |
| Simples feminino – 2ª fase  | Sonay Kartal [Q]                            | Clara Burel                                 | 6–3, 5–7, 6–3            |
| Simples masculino – 2ª fase | Tommy Paul [12]                             | Otto Virtanen [Q]                           | 4–6, 6–3, 5–7, 7–5, 6–4  |
| Simples masculino – 2ª fase | Grigor Dimitrov [10] vs. Shang Juncheng     | Grigor Dimitrov [10] vs. Shang Juncheng     | adiado                   |
| Simples feminino – 2ª fase  | Daria Kasatkina [14] vs. Lily Miyazaki [WC] | Daria Kasatkina [14] vs. Lily Miyazaki [WC] | adiado                   |

## Dia 4 (4 de julho)
- Cabeças de chave eliminados:
  - Simples masculino:  Hubert Hurkacz [7],  Stefanos Tsitsipas [11],  Karen Khachanov [22],  Jack Draper [28]  Tomás Martín Etcheverry [30]
  - Simples feminino:  Jessica Pegula [5],  Caroline Garcia [23],  Kateřina Siniaková [27],  Leylah Fernandez [30]  Katie Boulter [32]
  - Duplas femininas:  Demi Schuurs /  Luisa Stefani [6],  Giuliana Olmos /  Alexandra Panova [13]

Ordem dos jogos:
| Quadra Central              | Quadra Central            | Quadra Central                     | Quadra Central            |
| Evento                      | Vencedor(a)/(es/as)       | Derrotado(a)/(os/as)               | Resultado                 |
| --------------------------- | ------------------------- | ---------------------------------- | ------------------------- |
| Simples masculino – 2ª fase | Novak Djokovic [2]        | Jacob Fearley [WC]                 | 6–3, 6–4, 5–7, 7–5        |
| Simples feminino – 2ª fase  | Iga Świątek [1]           | Petra Martić                       | 6–4, 6–3                  |
| Duplas masculinas – 1ª fase | Rinky Hijikata John Peers | Andy Murray [WC] Jamie Murray [WC] | 7–66, 6–4                 |
| Quadra Nº 1                 |                           |                                    |                           |
| Evento                      | Vencedor(a)/(es/as)       | Derrotado(a)/(os/as)               | Resultado                 |
| Simples feminino – 2ª fase  | Harriet Dart              | Katie Boulter [32]                 | 4–6, 6–1, 7–6(10–8)       |
| Simples masculino – 2ª fase | Cameron Norrie            | Jack Draper [28]                   | 7–63, 6–4, 7–66           |
| Simples masculino – 2ª fase | Alexander Zverev [4]      | Marcos Giron                       | 6–2, 6–1, 6–4             |
| Simples feminino – 2ª fase  | Caroline Wozniacki [WC]   | Leylah Fernandez [30]              | 6–3, 2–6, 7–5             |
| Quadra Nº 2                 |                           |                                    |                           |
| Evento                      | Vencedor(a)/(es/as)       | Derrotado(a)/(os/as)               | Resultado                 |
| Simples masculino – 2ª fase | Arthur Fils               | Hubert Hurkacz [7]                 | 7–64, 6–4, 2–6, 6–68, ab. |
| Simples masculino – 2ª fase | Gaël Monfils              | Stan Wawrinka                      | 7–65, 6–4, 7–63           |
| Simples feminino – 2ª fase  | Ons Jabeur [10]           | Robin Montgomery [Q]               | 6–1, 7–5                  |
| Simples feminino – 2ª fase  | Elena Rybakina [4]        | Laura Siegemund                    | 6–3, 3–6, 6–3             |
| Quadra Nº 3                 |                           |                                    |                           |
| Evento                      | Vencedor(a)/(es/as)       | Derrotado(a)/(os/as)               | Resultado                 |
| Simples masculino – 2ª fase | Alex de Minaur [9]        | Jaume Munar                        | 6–2, 6–2, 7–5             |
| Simples feminino – 2ª fase  | Wang Xinyu                | Jessica Pegula [5]                 | 6–4, 76–7, 6–1            |
| Simples feminino – 2ª fase  | Danielle Collins [11]     | Dalma Gálfi [Q]                    | 6–3, 6–4                  |
| Simples masculino – 2ª fase | Emil Ruusuvuori           | Stefanos Tsitsipas [11]            | 7–66, 7–610, 3–6, 6–3     |

## Dia 5 (5 de julho)
- Cabeças de chave eliminados:
  - Simples masculino:  Alexander Bublik [23],  Frances Tiafoe [29]
  - Simples feminino:  Maria Sakkari [9],  Daria Kasatkina [14],  Marta Kostyuk [18],  Dayana Yastremska [28]
  - Duplas masculinas:  Hugo Nys /  Jan Zieliński [13]
  - Duplas femininas:  Marie Bouzková /  Sara Sorribes Tormo [10]

Ordem dos jogos:
| Quadra Central              | Quadra Central                                                       | Quadra Central                                                       | Quadra Central               |
| Evento                      | Vencedor(a)/(es/as)                                                  | Derrotado(a)/(os/as)                                                 | Resultado                    |
| --------------------------- | -------------------------------------------------------------------- | -------------------------------------------------------------------- | ---------------------------- |
| Simples masculino – 3ª fase | Carlos Alcaraz [3]                                                   | Frances Tiafoe [29]                                                  | 5–7, 6–2, 4–6, 7–62, 6–2     |
| Simples feminino – 3ª fase  | Emma Raducanu [WC]                                                   | Maria Sakkari [9]                                                    | 6–2, 6–3                     |
| Simples masculino – 3ª fase | Jannik Sinner [1]                                                    | Miomir Kecmanović                                                    | 6–1, 6–4, 6–2                |
| Quadra Nº 1                 |                                                                      |                                                                      |                              |
| Evento                      | Vencedor(a)/(es/as)                                                  | Derrotado(a)/(os/as)                                                 | Resultado                    |
| Simples feminino – 3ª fase  | Jasmine Paolini [7]                                                  | Bianca Andreescu [PR]                                                | 7–64, 6–1                    |
| Simples masculino – 3ª fase | Grigor Dimitrov [10]                                                 | Gaël Monfils                                                         | 6–3, 6–4, 6–3                |
| Simples feminino – 3ª fase  | Coco Gauff [2]                                                       | Sonay Kartal [Q]                                                     | 6–4, 6–0                     |
| Simples feminino – 3ª fase  | Donna Vekić                                                          | Dayana Yastremska [28]                                               | 7–64, 36–7, 6–1              |
| Quadra Nº 2                 |                                                                      |                                                                      |                              |
| Evento                      | Vencedor(a)/(es/as)                                                  | Derrotado(a)/(os/as)                                                 | Resultado                    |
| Simples masculino – 3ª fase | Tommy Paul [12]                                                      | Alexander Bublik [23]                                                | 6–3, 6–4, 6–2                |
| Simples masculino – 3ª fase | Jan-Lennard Struff vs. Daniil Medvedev [5]                           | Jan-Lennard Struff vs. Daniil Medvedev [5]                           | 6–1, 6–3, 4–6, 1–1, suspenso |
| Duplas masculinas – 2ª fase | Rajeev Ram / Joe Salisbury [3] vs. Andreas Mies / John-Patrick Smith | Rajeev Ram / Joe Salisbury [3] vs. Andreas Mies / John-Patrick Smith | adiado                       |
| Quadra Nº 3                 |                                                                      |                                                                      |                              |
| Evento                      | Vencedor(a)/(es/as)                                                  | Derrotado(a)/(os/as)                                                 | Resultado                    |
| Simples feminino – 3ª fase  | Paula Badosa [PR]                                                    | Daria Kasatkina [14]                                                 | 7–66, 4–6, 6–4               |
| Simples masculino – 3ª fase | Denis Shapovalov [PR] vs. Ben Shelton [14]                           | Denis Shapovalov [PR] vs. Ben Shelton [14]                           | 3–2, suspenso                |

## Dia 6 (6 de julho)
- Cabeças de chave eliminados:
  - Simples masculino:  Alejandro Tabilo [24]
  - Simples feminino:  Iga Świątek [1],  Ons Jabeur [10],  Liudmila Samsonova [15],  Beatriz Haddad Maia [20]
  - Duplas femininas:  Ulrikke Eikeri /  Ingrid Neel [16]

Ordem dos jogos:
| Quadra Central              | Quadra Central                                                       | Quadra Central                                                       | Quadra Central            |
| Evento                      | Vencedor(a)/(es/as)                                                  | Derrotado(a)/(os/as)                                                 | Resultado                 |
| --------------------------- | -------------------------------------------------------------------- | -------------------------------------------------------------------- | ------------------------- |
| Simples masculino – 3ª fase | Alexander Zverev [4]                                                 | Cameron Norrie                                                       | 6–4, 6–4, 7–615           |
| Simples feminino – 3ª fase  | Elina Svitolina [21]                                                 | Ons Jabeur [10]                                                      | 6–1, 7–64                 |
| Simples masculino – 3ª fase | Novak Djokovic [2]                                                   | Alexei Popyrin                                                       | 4–6, 6–3, 6–4, 7–63       |
| Quadra Nº 1                 |                                                                      |                                                                      |                           |
| Evento                      | Vencedor(a)/(es/as)                                                  | Derrotado(a)/(os/as)                                                 | Resultado                 |
| Simples masculino – 3ª fase | Ben Shelton [14]                                                     | Denis Shapovalov [PR]                                                | 46–7, 6–2, 6–4, 4–6, 6–2  |
| Simples feminino – 3ª fase  | Yulia Putintseva                                                     | Iga Świątek [1]                                                      | 3–6, 6–1, 6–2             |
| Simples feminino – 3ª fase  | Elena Rybakina [4]                                                   | Caroline Wozniacki [WC]                                              | 6–0, 6–1                  |
| Simples masculino – 3ª fase | Holger Rune [15]                                                     | Quentin Halys [Q]                                                    | 1–6, 46–7, 6–4, 7–64, 6–1 |
| Quadra Nº 2                 |                                                                      |                                                                      |                           |
| Evento                      | Vencedor(a)/(es/as)                                                  | Derrotado(a)/(os/as)                                                 | Resultado                 |
| Simples feminino – 3ª fase  | Wang Xinyu                                                           | Harriet Dart                                                         | 2–6, 7–5, 6–3             |
| Simples masculino – 3ª fase | Daniil Medvedev [5]                                                  | Jan-Lennard Struff                                                   | 6–1, 6–3, 4–6, 7–63       |
| Simples masculino – 3ª fase | Taylor Fritz [13]                                                    | Alejandro Tabilo [24]                                                | 7–63, 6–3, 7–5            |
| Quadra Nº 3                 |                                                                      |                                                                      |                           |
| Evento                      | Vencedor(a)/(es/as)                                                  | Derrotado(a)/(os/as)                                                 | Resultado                 |
| Simples masculino – 3ª fase | Alex de Minaur [9]                                                   | Lucas Pouille [Q]                                                    | w.o.                      |
| Simples masculino – 3ª fase | Giovanni Mpetshi Perricard [LL]                                      | Emil Ruusuvuori                                                      | 4–6, 6–2, 7–65, 6–4       |
| Simples feminino – 3ª fase  | Danielle Collins [11]                                                | Beatriz Haddad Maia [20]                                             | 6–4, 6–4                  |
| Duplas masculinas – 2ª fase | Rajeev Ram / Joe Salisbury [3] vs. Andreas Mies / John-Patrick Smith | Rajeev Ram / Joe Salisbury [3] vs. Andreas Mies / John-Patrick Smith | adiado                    |

## Dia 7 (7 de julho)
- Cabeças de chave eliminados:
  - Simples masculino:  Grigor Dimitrov [10],  Ben Shelton [14],  Ugo Humbert [16]
  - Simples feminino:  Coco Gauff [2],  Madison Keys [12]
  - Duplas masculinas:  Santiago González /  Édouard Roger-Vasselin [6],  Wesley Koolhof /  Nikola Mektić [7]
  - Duplas femininas:  Nicole Melichar-Martinez /  Ellen Perez [3]
  - Duplas mistas:  Ivan Dodig /  Chan Hao-ching [8]

Ordem dos jogos:
| Quadra Central              | Quadra Central                                                                 | Quadra Central                                                                 | Quadra Central      |
| Evento                      | Vencedor(a)/(es/as)                                                            | Derrotado(a)/(os/as)                                                           | Resultado           |
| --------------------------- | ------------------------------------------------------------------------------ | ------------------------------------------------------------------------------ | ------------------- |
| Simples masculino – 4ª fase | Carlos Alcaraz [3]                                                             | Ugo Humbert [16]                                                               | 6–3, 6–4, 1–6, 7–5  |
| Simples feminino – 4ª fase  | Lulu Sun [Q]                                                                   | Emma Raducanu [WC]                                                             | 6–2, 5–7, 6–2       |
| Simples feminino – 4ª fase  | Emma Navarro [19]                                                              | Coco Gauff [2]                                                                 | 6–4, 6–3            |
| Quadra Nº 1                 |                                                                                |                                                                                |                     |
| Evento                      | Vencedor(a)/(es/as)                                                            | Derrotado(a)/(os/as)                                                           | Resultado           |
| Simples feminino – 4ª fase  | Jasmine Paolini [7]                                                            | Madison Keys [12]                                                              | 6–3, 66–7, 5–5, ab. |
| Simples masculino – 4ª fase | Jannik Sinner [1]                                                              | Ben Shelton [14]                                                               | 6–2, 6–4, 7–69      |
| Simples masculino – 4ª fase | Daniil Medvedev [5]                                                            | Grigor Dimitrov [10]                                                           | 5–3, ab.            |
| Duplas mistas – 1ª fase     | Marcus Willis [WC] Alicia Barnett [WC]                                         | Ivan Dodig [8] Chan Hao-ching [8]                                              | 6–3, 3–6, [10–5]    |
| Quadra Nº 2                 |                                                                                |                                                                                |                     |
| Evento                      | Vencedor(a)/(es/as)                                                            | Derrotado(a)/(os/as)                                                           | Resultado           |
| Simples feminino – 4ª fase  | Donna Vekić                                                                    | Paula Badosa [PR]                                                              | 6–2, 1–6, 6–4       |
| Simples masculino – 4ª fase | Tommy Paul [12]                                                                | Roberto Bautista Agut                                                          | 6–2, 7–63, 6–2      |
| Duplas mistas – 1ª fase     | Lloyd Glasspool / Harriet Dart [WC] vs. Fabrice Martin / Cristina Bucșa [PR]   | Lloyd Glasspool / Harriet Dart [WC] vs. Fabrice Martin / Cristina Bucșa [PR]   | adiado              |
| Quadra Nº 3                 |                                                                                |                                                                                |                     |
| Evento                      | Vencedor(a)/(es/as)                                                            | Derrotado(a)/(os/as)                                                           | Resultado           |
| Duplas masculinas – 2ª fase | Neal Skupski [9] Michael Venus [9]                                             | Rinky Hijikata John Peers                                                      | 6–4, 56–7, 6–4      |
| Duplas mistas – 1ª fase     | Máximo González / Ulrikke Eikeri vs. Jean-Julien Rojer / Bethanie Mattek-Sands | Máximo González / Ulrikke Eikeri vs. Jean-Julien Rojer / Bethanie Mattek-Sands | adiado              |
| Duplas mistas – 1ª fase     | Robert Galloway / Ingrid Neel vs. Jamie Murray / Taylor Townsend               | Robert Galloway / Ingrid Neel vs. Jamie Murray / Taylor Townsend               | adiado              |

## Dia 8 (8 de julho)
- Cabeças de chave eliminados:
  - Simples masculino:  Alexander Zverev [4],  Holger Rune [15]
  - Simples feminino:  Danielle Collins [11],  Anna Kalinskaya [17]
  - Duplas masculinas:  Sadio Doumbia /  Fabien Reboul [16]
  - Duplas femininas:  Sara Errani /  Jasmine Paolini [5],  Sofia Kenin /  Bethanie Mattek-Sands [14],  Asia Muhammad /  Aldila Sutjiadi [15]
  - Duplas mistas:  Austin Krajicek /  Laura Siegemund [4]

Ordem dos jogos:
| Quadra Central                      | Quadra Central                                                           | Quadra Central                                                           | Quadra Central            |
| Evento                              | Vencedor(a)/(es/as)                                                      | Derrotado(a)/(os/as)                                                     | Resultado                 |
| ----------------------------------- | ------------------------------------------------------------------------ | ------------------------------------------------------------------------ | ------------------------- |
| Simples feminino – 4ª fase          | Elena Rybakina [4]                                                       | Anna Kalinskaya [17]                                                     | 6–3, 3–0, ab.             |
| Simples masculino – 4ª fase         | Taylor Fritz [13]                                                        | Alexander Zverev [4]                                                     | 4–6, 46–7, 6–4, 7–63, 6–3 |
| Simples masculino – 4ª fase         | Novak Djokovic [2]                                                       | Holger Rune [15]                                                         | 6–3, 6–4, 6–2             |
| Quadra Nº 1                         |                                                                          |                                                                          |                           |
| Evento                              | Vencedor(a)/(es/as)                                                      | Derrotado(a)/(os/as)                                                     | Resultado                 |
| Simples masculino – 4ª fase         | Alex de Minaur [9]                                                       | Arthur Fils                                                              | 6–2, 6–4, 4–6, 6–3        |
| Simples feminino – 4ª fase          | Jeļena Ostapenko [13]                                                    | Yulia Putintseva                                                         | 6–2, 6–3                  |
| Simples feminino – 4ª fase          | Barbora Krejčíková [31]                                                  | Danielle Collins [11]                                                    | 7–5, 6–3                  |
| Quadra Nº 2                         |                                                                          |                                                                          |                           |
| Evento                              | Vencedor(a)/(es/as)                                                      | Derrotado(a)/(os/as)                                                     | Resultado                 |
| Simples masculino – 4ª fase         | Lorenzo Musetti [25]                                                     | Giovanni Mpetshi Perricard [LL]                                          | 4–6, 6–3, 6–3, 6–2        |
| Simples feminino – 4ª fase          | Elina Svitolina [21]                                                     | Wang Xinyu                                                               | 6–2, 6–1                  |
| Duplas mistas – 1ª fase             | Jamie Murray Taylor Townsend                                             | Nicolás Barrientos [Alt] Miyu Kato [Alt]                                 | 6–3, 7–65                 |
| Duplas mistas – 1ª fase             | Matthew Ebden / Ellen Perez [1] vs. Andrés Molteni / Asia Muhammad       | Matthew Ebden / Ellen Perez [1] vs. Andrés Molteni / Asia Muhammad       | 5–3, suspenso             |
| Quadra Nº 3                         |                                                                          |                                                                          |                           |
| Evento                              | Vencedor(a)/(es/as)                                                      | Derrotado(a)/(os/as)                                                     | Resultado                 |
| Duplas masculinas – 3ª fase         | Marcel Granollers [1] Horacio Zeballos [1]                               | Sebastián Báez Dustin Brown                                              | 6–3, 6–3                  |
| Duplas femininas – 3ª fase          | Coco Gauff [11] Jessica Pegula [11]                                      | Sara Errani [5] Jasmine Paolini [5]                                      | 6–2, 6–4                  |
| Simples masculino juvenil – 1ª fase | Charlie Robertson                                                        | Max Schönhaus                                                            | 6–4, 2–6, 6–3             |
| Duplas mistas – 1ª fase             | Jackson Withrow / Aldila Sutjiadi vs. Andrea Vavassori / Sara Errani [5] | Jackson Withrow / Aldila Sutjiadi vs. Andrea Vavassori / Sara Errani [5] | 6–3, 3–6, suspenso        |

## Dia 9 (9 de julho)
- Cabeças de chave eliminados:
  - Simples masculino:  Jannik Sinner [1],  Tommy Paul [12]
  - Simples feminino:  Emma Navarro [19]
  - Duplas masculinas:  Nathaniel Lammons /  Jackson Withrow [12]
  - Duplas femininas:  Chan Hao-ching /  Veronika Kudermetova [12]

Ordem dos jogos:
| Quadra Central                         | Quadra Central                                                               | Quadra Central                                                               | Quadra Central            |
| Evento                                 | Vencedor(a)/(es/as)                                                          | Derrotado(a)/(os/as)                                                         | Resultado                 |
| -------------------------------------- | ---------------------------------------------------------------------------- | ---------------------------------------------------------------------------- | ------------------------- |
| Simples masculino – Quartas de final   | Daniil Medvedev [5]                                                          | Jannik Sinner [1]                                                            | 76–7, 6–4, 7–64, 2–6, 6–3 |
| Simples feminino – Quartas de final    | Jasmine Paolini [7]                                                          | Emma Navarro [19]                                                            |                           |
| Simples feminino – Quartas de final    | Barbora Krejčíková [8] Laura Siegemund [8]                                   | Chan Hao-ching [12] Veronika Kudermetova [12]                                | 6–1, 6–2                  |
| Quadra Nº 1                            |                                                                              |                                                                              |                           |
| Evento                                 | Vencedor(a)/(es/as)                                                          | Derrotado(a)/(os/as)                                                         | Resultado                 |
| Simples feminino – Quartas de final    | Donna Vekić                                                                  | Lulu Sun [Q]                                                                 | 5–7, 6–4, 6–1             |
| Simples masculino – Quartas de final   | Carlos Alcaraz [3]                                                           | Tommy Paul [12]                                                              | 5–7, 6–4, 6–2, 6–2        |
| Duplas masculinas – 3ª fase            | Kevin Krawietz [8] Tim Pütz [8]                                              | Nathaniel Lammons [12] Jackson Withrow [12]                                  | 6–3, 6–4                  |
| Duplas femininas – 3ª fase             | Gabriela Dabrowski [2] Erin Routliffe [2]                                    | Marta Kostyuk Elena-Gabriela Ruse                                            | 6–3, 6–1                  |
| Quadra Nº 2                            |                                                                              |                                                                              |                           |
| Evento                                 | Vencedor(a)/(es/as)                                                          | Derrotado(a)/(os/as)                                                         | Resultado                 |
| Duplas mistas – 1ª fase                | Matthew Ebden / Ellen Perez [1] vs. Andrés Molteni / Asia Muhammad           | Matthew Ebden / Ellen Perez [1] vs. Andrés Molteni / Asia Muhammad           | 3–6, 3–2, suspenso        |
| Duplas mistas convidadas – Grupo B     | Nenad Zimonjić / Barbara Schett vs. Thomas Enqvist / Martina Navratilova     | Nenad Zimonjić / Barbara Schett vs. Thomas Enqvist / Martina Navratilova     | adiado                    |
| Quadra Nº 3                            |                                                                              |                                                                              |                           |
| Evento                                 | Vencedor(a)/(es/as)                                                          | Derrotado(a)/(os/as)                                                         | Resultado                 |
| Duplas mistas – 2ª fase                | Neal Skupski / Desirae Krawczyk [6] vs. Fabrice Martin / Cristina Bucșa [PR] | Neal Skupski / Desirae Krawczyk [6] vs. Fabrice Martin / Cristina Bucșa [PR] | adiado                    |
| Duplas mistas – 2ª fase                | Jamie Murray / Taylor Townsend vs. Kevin Krawietz / Alexandra Panova         | Jamie Murray / Taylor Townsend vs. Kevin Krawietz / Alexandra Panova         | adiado                    |
| Simples masculino cadeirante – 1ª fase | Ben Bartram [WC] vs. Alfie Hewett [2]                                        | Ben Bartram [WC] vs. Alfie Hewett [2]                                        | adiado                    |
| Simples masculino cadeirante – 1ª fase | Gordon Reid vs. Gigi Fernández [2]                                           | Gordon Reid vs. Gigi Fernández [2]                                           | adiado                    |
| Simples feminino cadeirante – 1ª fase  | Kgothatso Montjane vs. Lucy Shuker                                           | Kgothatso Montjane vs. Lucy Shuker                                           | adiado                    |
| Simples feminino cadeirante – 1ª fase  | Diede de Groot [1] vs. Momoko Ohtani                                         | Diede de Groot [1] vs. Momoko Ohtani                                         | adiado                    |

## Dia 10 (10 de julho)
- Cabeças de chave eliminados:
  - Simples masculino:  Alex de Minaur [9],  Taylor Fritz [13]
  - Simples feminino:  Jeļena Ostapenko [13],  Elina Svitolina [21]
  - Duplas masculinas:  Marcelo Arévalo /  Mate Pavić [4],  Kevin Krawietz /  Tim Pütz [8],  Máximo González /  Andrés Molteni [11]
  - Duplas femininas:  Barbora Krejčíková /  Laura Siegemund [8],  Lyudmyla Kichenok /  Jeļena Ostapenko [9],  Coco Gauff /  Jessica Pegula [11]
  - Duplas mistas:  Matthew Ebden /  Ellen Perez [1],  Andrea Vavassori /  Sara Errani [5]

Ordem dos jogos:
| Quadra Central                        | Quadra Central                             | Quadra Central                             | Quadra Central           |
| Evento                                | Vencedor(a)/(es/as)                        | Derrotado(a)/(os/as)                       | Resultado                |
| ------------------------------------- | ------------------------------------------ | ------------------------------------------ | ------------------------ |
| Simples feminino – Quartas de final   | Elena Rybakina [4]                         | Elina Svitolina [21]                       | 6–3, 6–2                 |
| Simples masculino – Quartas de final  | Novak Djokovic [2]                         | Alex de Minaur [9]                         | w.o.                     |
| Duplas mistas – 2ª fase               | Jan Zieliński [7] Hsieh Su-wei [7]         | Joe Salisbury Heather Watson               | 7–64, 6–4                |
| Duplas femininas convidadas – Grupo B | Ashleigh Barty Casey Dellacqua             | Andrea Petkovic Magdaléna Rybáriková       | 5–7, 6–3, [10–7]         |
| Quadra Nº 1                           |                                            |                                            |                          |
| Evento                                | Vencedor(a)/(es/as)                        | Derrotado(a)/(os/as)                       | Resultado                |
| Simples feminino – Quartas de final   | Barbora Krejčíková [31]                    | Jeļena Ostapenko [13]                      | 6–4, 7–64                |
| Simples masculino – Quartas de final  | Lorenzo Musetti [25]                       | Taylor Fritz [13]                          | 3–6, 7–65, 6–2, 3–6, 6–1 |
| Duplas mistas – 2ª fase               | Neal Skupski [6] Desirae Krawczyk [6]      | Fabrice Martin [PR] Cristina Bucșa [PR]    | 6–3, 6–3                 |
| Quadra Nº 2                           |                                            |                                            |                          |
| Evento                                | Vencedor(a)/(es/as)                        | Derrotado(a)/(os/as)                       | Resultado                |
| Duplas femininas – Quartas de final   | Hsieh Su-wei [1] Elise Mertens [1]         | Coco Gauff [11] Jessica Pegula [11]        | 6–2, 6–1                 |
| Duplas mistas – 2ª fase               | Marcus Willis [WC] Alicia Barnett [WC]     | Rajeev Ram [Alt] Katie Volynets [Alt]      | 2–6, 6–3, [11–9]         |
| Duplas femininas – Quartas de final   | Kateřina Siniaková [4] Taylor Townsend [4] | Lyudmyla Kichenok [9] Jeļena Ostapenko [9] | 6–1, 6–3                 |
| Duplas mistas – 2ª fase               | Jamie Murray Taylor Townsend               | Kevin Krawietz Alexandra Panova            | 36–7, 6–1, [10–5]        |
| Quadra Nº 3                           |                                            |                                            |                          |
| Evento                                | Vencedor(a)/(es/as)                        | Derrotado(a)/(os/as)                       | Resultado                |
| Duplas femininas – Quartas de final   | Caroline Dolehide [7] Desirae Krawczyk [7] | Tímea Babos Nadiia Kichenok                | 1–6, 6–2, 6–0            |
| Duplas masculinas – Quartas de final  | Marcel Granollers [1] Horacio Zeballos [1] | Kevin Krawietz [8] Tim Pütz [8]            | 6–4, 7–63                |
| Duplas femininas – Quartas de final   | Gabriela Dabrowski [2] Erin Routliffe [2]  | Barbora Krejčíková [8] Laura Siegemund [8] | 6–4, 56–7, 6–4           |
| Duplas mistas convidadas – Grupo A    | Mark Woodforde Dominika Cibulková          | Greg Rusedski Iva Majoli                   | 6–3, 6–4                 |

## Dia 11 (11 de julho)
- Cabeças de chave eliminados:
  - Simples feminino:  Elena Rybakina [4]
  - Duplas masculinas:  Marcel Granollers /  Horacio Zeballos [1],  Neal Skupski /  Michael Venus [9]
  - Duplas mistas:  Neal Skupski /  Desirae Krawczyk [6]

Ordem dos jogos:
| Quadra Central                                   | Quadra Central                        | Quadra Central                             | Quadra Central      |
| Evento                                           | Vencedor(a)/(es/as)                   | Derrotado(a)/(os/as)                       | Resultado           |
| ------------------------------------------------ | ------------------------------------- | ------------------------------------------ | ------------------- |
| Simples feminino – Semifinais                    | Jasmine Paolini [7]                   | Donna Vekić                                | 2–6, 6–4, 7–6(10–8) |
| Simples feminino – Semifinais                    | Barbora Krejčíková [31]               | Elena Rybakina [4]                         | 3–6, 6–3, 6–4       |
| Duplas femininas convidadas – Grupo A            | Kim Clijsters Martina Hingis          | Agnieszka Radwańska Francesca Schiavone    | 6–3, 6–2            |
| Quadra Nº 1                                      |                                       |                                            |                     |
| Evento                                           | Vencedor(a)/(es/as)                   | Derrotado(a)/(os/as)                       | Resultado           |
| Duplas masculinas – Semifinais                   | Max Purcell [15] Jordan Thompson [15] | Marcel Granollers [1] Horacio Zeballos [1] | 6–4, 6–4            |
| Duplas masculinas – Semifinais                   | Harri Heliövaara Henry Patten         | Neal Skupski [9] Michael Venus [9]         | 6–4, 7–61           |
| Duplas mistas – Quartas de final                 | Santiago González Giuliana Olmos      | Marcus Willis [WC] Alicia Barnett [WC]     | 6–3, 7–5            |
| Duplas masculinas cadeirantes – Quartas de final | Alfie Hewett [1] Gordon Reid [1]      | Martín de la Puente Joachim Gérard         | 6–1, 7–5            |
| Quadra Nº 2                                      |                                       |                                            |                     |
| Evento                                           | Vencedor(a)/(es/as)                   | Derrotado(a)/(os/as)                       | Resultado           |
| Duplas masculinas convidadas – Grupo B           | Bob Bryan Mike Bryan                  | Marcos Baghdatis Xavier Malisse            | 6–3, 6–3            |
| Duplas mistas – Quartas de final                 | Máximo González Ulrikke Eikeri        | Nathaniel Lammons Ena Shibahara            | 6–4, 3–6, [11–9     |
| Duplas mistas – Quartas de final                 | Jan Zieliński [7] Hsieh Su-wei [7]    | Jamie Murray Taylor Townsend               | 7–62, 76–7, [10–5]  |
| Duplas femininas convidadas – Grupo B            | Ashleigh Barty Casey Dellacqua        | Roberta Vinci Zheng Jie                    | 6–2, 6–4            |
| Quadra Nº 3                                      |                                       |                                            |                     |
| Evento                                           | Vencedor(a)/(es/as)                   | Derrotado(a)/(os/as)                       | Resultado           |
| Duplas femininas convidadas – Grupo B            | Andrea Petkovic Magdaléna Rybáriková  | Johanna Konta Coco Vandeweghe              | 6–3, 6–4            |
| Simples masculino cadeirante – Quartas de final  | Alfie Hewett [2]                      | Stéphane Houdet                            | 6–1, 6–4            |
| Duplas tetraplégicas – Semifinais                | Andy Lapthorne [2] Guy Sasson [2]     | Ahmet Kaplan David Wagner                  | 6–2, 6–4            |
| Duplas femininas cadeirantes – Quartas de final  | Diede de Groot Jiske Griffioen        | María Florencia Moreno Momoko Ohtani       | 6–0, 6–0            |
| Duplas mistas convidadas – Grupo A               | Mark Woodforde Dominika Cibulková     | Mansour Bahrami Alicia Molik               | 7–62, 7–65          |

## Dia 12 (12 de julho)
- Cabeças de chave eliminados:
  - Simples masculino:  Daniil Medvedev [5],  Lorenzo Musetti [25]
  - Duplas masculinas:  Hsieh Su-wei /  Elise Mertens [1],  Caroline Dolehide /  Desirae Krawczyk [7]
  - Duplas mistas:  Michael Venus /  Erin Routliffe [2]

Ordem dos jogos:
| Quadra Central                             | Quadra Central                             | Quadra Central                             | Quadra Central      |
| Evento                                     | Vencedor(a)/(es/as)                        | Derrotado(a)/(os/as)                       | Resultado           |
| ------------------------------------------ | ------------------------------------------ | ------------------------------------------ | ------------------- |
| Simples masculino – Semifinais             | Carlos Alcaraz [3]                         | Daniil Medvedev [5]                        | 16–7, 6–3, 6–4, 6–4 |
| Simples masculino – Semifinais             | Novak Djokovic [2]                         | Lorenzo Musetti [25]                       | 6–4, 7–62, 6–4      |
| Quadra Nº 1                                |                                            |                                            |                     |
| Evento                                     | Vencedor(a)/(es/as)                        | Derrotado(a)/(os/as)                       | Resultado           |
| Duplas femininas – Semifinais              | Kateřina Siniaková [4] Taylor Townsend [4] | Hsieh Su-wei [1] Elise Mertens [1]         | 3–6, 6–4, 6–4       |
| Duplas femininas – Semifinais              | Gabriela Dabrowski [2] Erin Routliffe [2]  | Caroline Dolehide [7] Desirae Krawczyk [7] | 6–4, 6–3            |
| Duplas mistas – Semifinais                 | Santiago González Giuliana Olmos           | Máximo González Ulrikke Eikeri             | 6–3, 7–60           |
| Duplas mistas – Semifinais                 | Jan Zieliński [7] Hsieh Su-wei [7]         | Michael Venus [2] Erin Routliffe [2]       | 7–60, 6–3           |
| Quadra Nº 3                                |                                            |                                            |                     |
| Evento                                     | Vencedor(a)/(es/as)                        | Derrotado(a)/(os/as)                       | Resultado           |
| Simples masculino cadeirante – Semifinais  | Alfie Hewett [2]                           | Gigi Fernández [3]                         | 4–6, 6–4, 7–5       |
| Duplas mistas convidadas – Grupo B         | Jonas Björkman Anne Keothavong             | Thomas Enqvist Martina Navratilova         | 7–65, 6–4           |
| Duplas femininas convidadas – Grupo B      | Agnieszka Radwańska Francesca Schiavone    | Daniela Hantuchová Laura Robson            | 7–67, 6–2           |
| Duplas masculinas cadeirantes – Semifinais | Alfie Hewett Gordon Reid                   | Tom Egberink Maikel Scheffers              | 6–1, 7–612          |

## Dia 13 (13 de julho)
- Cabeças de chave eliminados:
  - Simples feminino:  Jasmine Paolini [7]
  - Duplas masculinas:  Max Purcell /  Jordan Thompson [15]
  - Duplas femininas:  Gabriela Dabrowski /  Erin Routliffe [2]

Ordem dos jogos:
| Quadra Central                             | Quadra Central                             | Quadra Central                            | Quadra Central   |
| Evento                                     | Vencedor(a)/(es/as)                        | Derrotado(a)/(os/as)                      | Resultado        |
| ------------------------------------------ | ------------------------------------------ | ----------------------------------------- | ---------------- |
| Simples feminino – Final                   | Barbora Krejčíková [31]                    | Jasmine Paolini [7]                       | 6–2, 2–6, 6–4    |
| Duplas masculinas – Final                  | Harri Heliövaara Henry Patten              | Max Purcell [15] Jordan Thompson [15]     | 7–67, 86–7, 7–69 |
| Duplas femininas – Final                   | Kateřina Siniaková [4] Taylor Townsend [4] | Gabriela Dabrowski [2] Erin Routliffe [2] | 7–65, 7–61       |
| Quadra Nº 1                                |                                            |                                           |                  |
| Evento                                     | Vencedor(a)/(es/as)                        | Derrotado(a)/(os/as)                      | Resultado        |
| Simples feminino cadeirante – Final        | Diede de Groot [1]                         | Aniek van Koot [4]                        | 6–4, 6–4         |
| Duplas femininas convidadas – Grupo A      | Kim Clijsters Martina Hingis               | Cara Black Samantha Stosur                | 7–5, 7–5         |
| Duplas masculinas convidadas – Grupo B     | Bob Bryan Mike Bryan                       | James Blake Bruno Soares                  | 7–5, 6–3         |
| Quadra Nº 3                                |                                            |                                           |                  |
| Evento                                     | Vencedor(a)/(es/as)                        | Derrotado(a)/(os/as)                      | Resultado        |
| Duplas tetraplégicas – Final               | Sam Schröder [1] Niels Vink [1]            | Andy Lapthorne [2] Guy Sasson [2]         | 3–6, 7–63, 6–3   |
| Duplas masculinas cadeirantes – Semifinais | Takuya Miki [2] Tokito Oda [2]             | Ben Bartram Daniel Caverzaschi            | 6–4, 6–1         |

## Dia 14 (14 de julho)
- Cabeças de chave eliminados:
  - Simples masculino:  Novak Djokovic [2]

Ordem dos jogos:
| Quadra Central                        | Quadra Central                        | Quadra Central                         | Quadra Central |
| Evento                                | Vencedor(a)/(es/as)                   | Derrotado(a)/(os/as)                   | Resultado      |
| ------------------------------------- | ------------------------------------- | -------------------------------------- | -------------- |
| Simples masculino – Final             | Carlos Alcaraz [3]                    | Novak Djokovic [2]                     | 6–2, 6–2, 7–64 |
| Duplas mistas – Final                 | Jan Zieliński [7] Hsieh Su-wei [7]    | Santiago González Giuliana Olmos       | 6–4, 6–2       |
| Quadra Nº 1                           |                                       |                                        |                |
| Evento                                | Vencedor(a)/(es/as)                   | Derrotado(a)/(os/as)                   | Resultado      |
| Simples tetraplégico – Final          | Alfie Hewett [2]                      | Martín de la Puente [4]                | 6–2, 6–3       |
| Simples masculino juvenil – Final     | Nicolai Budkov Kjær [2]               | Mees Röttgering                        | 6–3, 6–3       |
| Simples feminino juvenil – Final      | Renáta Jamrichová [1]                 | Emerson Jones [3]                      | 6–3, 6–4       |
| Quadra Nº 3                           |                                       |                                        |                |
| Evento                                | Vencedor(a)/(es/as)                   | Derrotado(a)/(os/as)                   | Resultado      |
| Simples masculino cadeirante – Final  | Niels Vink [2]                        | Sam Schröder [1]                       | 7–64, 6–4      |
| Duplas femininas cadeirantes – Final  | Yui Kamiji [1] Kgothatso Montjane [1] | Diede de Groot [2] Jiske Griffioen [2] | 6–4, 6–4       |
| Duplas masculinas cadeirantes – Final | Alfie Hewett [1] Gordon Reid [1]      | Takuya Miki [2] Tokito Oda [2]         | 6–4, 7–62      |